# 정하완
정하완(鄭夏浣, 1965년 1월 9일 ~ )은 대한민국의 배우인데  1985년 4월 KBS 공채 11기로 데뷔했고 군 입대를 하면서 한동안 방송활동을 중단했으며 1991년 5월 제대 뒤 SBS 《유심초》 주인공으로 발탁됐는데 본인(정하완)의 동생이자 같은 고등학교(명지고)-대학교(청주대) 후배인   정민이 같은 해 7월 SBS 공채 1기 탤런트로 선발되기도 했다.
한편, 본인의 출연작 중 하나였던 KBS 1TV 《용의 눈물》에서는 본인(정하완)과 대학교(청주대) 동문인 조민기가 연출자 김재형 PD 밑에서 잔일을 도맡아 뒤늦게 연출자 도전을 했는데 조민기는 1986년 9월 군 입대했고  이에 앞서 같은 해 3월 MBC 공채 18기에 응시했으나 탈락했으며 첫 입대 당시 일병 달고 2달 있었다가 "이민을 가자"는 아버지의 권유 아래 국외 이주 전역을 했으며 전역과 함께 1987년 6월 KBS 공채 12기에 응시했지만 탈락했고 이민을 준비하는 동안 배우가 되려는 꿈 때문에 아버지를 설득한 뒤 복학 준비를 했으나 재복무 영장이 나와 1990년 9월이 되어서야 간신히 군 제대했으며 제대 후 MBC에서 1번,  KBS에서  1번(91년 4월 14기) SBS에서 1번 탈락했고 1993년 7월 MBC 공채 22기로 간신히 데뷔했다.

## 학력
- 명지고등학교
- 청주대학교 연극영화학과 졸업

## 출연작

### TV 드라마
- 1986년 KBS1 실화극장 《남십자성》
- 1987년 KBS1 대하드라마 《이화》 … 김승요 역
- 1991년 SBS 일일드라마 《유심초》 … 조경조 역
- 1992년 SBS 월화드라마 《물 위를 걷는 여자》 … 세호 역
- 1993년 SBS 아침드라마 《사랑의 조건》 … 성훈 역
- 1993년 KBS2 일일연속극 《사랑은 못말려》
- 1994년 KBS2 대하드라마 《한명회》 … 귀성군 역
- 1994년 SBS 일요아침드라마 《질주》
- 1994년 SBS 주말극장 《이 여자가 사는 법》
- 1995년 KBS1 대하드라마 《찬란한 여명》 … 서광범 역
- 1996년 KBS1 아침드라마 《은하수》
- 1996년 SBS 수목드라마 《남자대탐험》 … 나성공 역
- 1996년 KBS1 대하드라마 《용의 눈물》 … 심온 역
- 1997년 KBS2 아침드라마 《여자는 어디에 머무는가》
- 1997년 MBC 일일시트콤 《남자 셋 여자 셋》 … 백제국 군주의 사촌 처남(성우 배역) 역
- 1998년 SBS 단막극 《70분드라마 - 여자, 여자, 여자》
- 1998년 MBC 단막극 《여자를 말한다 - 결혼은 Yes, 아이는 No》
- 1998년 KBS2 미니시리즈 《킬리만자로의 표범》
- 1998년 SBS 일일연속극 《7인의 신부》

### 영화
- 1987년 《학창보고서》 … 창하 역
- 1998년 《노을》